# Elecciones parlamentarias de Filipinas de 1907
Las primeras elecciones parlamentarias de Filipinas se llevaron a cabo el 30 de julio de 1907. El Acta Orgánica Filipina de 1902, que entró en vigor tras la ocupación estadounidense del país, estableció una Legislatura bicameral compuesta por la Comisión Filipina como la cámara alta y la Asamblea Filipina electa como la cámara baja.
El resultado fue una abrumadora victoria para el Partido Nacionalista y sus aliados, que obtuvieron más del 65% de los votos y una mayoría absoluta de 59 escaños. A partir de entonces, los Nacionalistas dominarían la política electoral filipina hasta 1946, y continuarían siendo uno de los dos principales partidos políticos del país en un sistema bipartidista hasta 1972.

## Antecedentes

### Organización política
Tras el fin de la guerra filipino-estadounidense (entonces conocida como la "Insurrección Filipina") y el establecimiento del Gobierno Insular colonial americano bajo la Ley Orgánica Filipina de 1902, se celebraron elecciones en varias partes de Filipinas. Se desarrollaron divisiones entre los federalistas que abogaban por la estadidad dentro de los Estados Unidos, y los independistas los que abogaban por la independencia. La oposición a la dominación norteamericana no fue capaz de montar un frente unido para las elecciones locales de 1906, con sólo los Comités de Intereses Filipinos presentando una organización unida, pero limitada. A mediados de 1906, Aquellos que se oponían al gobierno americano comenzaron a organizarse en partidos políticos.
El Comité de la Unión Nacional y el Partido Popular Independista se fusionaron para crear el Partido de la Unión Nacionalista. La Unión Nacionalista rechazó un camino de línea dura o vía armada, y en su lugar eligió una posición evolutiva. Mientras tanto, los independentistas instaron a la independencia inmediata de los EE. UU. Después de no llegar a un acuerdo con los independentistas, la Unión Nacionalista propuso una fusión con los federalistas. Juan Sumulong, que dirigía a los federalistas, abogaba por una política radical, más acorde con el ala "conservadora" de la Unión Nacionalista dirigida por Rafael Palma. Los federalistas consultaron al gobernador general James Francis Smith, quien entonces trató de asesorar a Taft sobre el asunto. Tanto Smith como Taft se opusieron a la unión, con Smith diciendo a Sumulong que una fusión "dará como resultado la completa obliteración del elemento conservador como actor político en la comunidad". La negativa de los federalistas reabrió las conversaciones entre la Unión Nacionalista y los independentistas.
Los independentistas se organizaron en enero de 1907 con una elección de liderazgo. Para evitar una nueva ruptura, Alberto Barretto y Justo Lukban fueron elegidos colíderes del partido. La elección de Fernando Guerrero, Sergio Osmeña, Teodoro Sandiko e Isauro Gabaldón como consejeros marcó la primera vez que un grupo político basado en Manila estableció vínculos con líderes provinciales.

### Progresistas y Nacionalistas
A fines de enero, los federalistas se organizaron en un nuevo nombre, el Partido Nacional Progresista, y lanzaron una campaña para ganar escaños en las provincias de Manila. Los grupos de inclinación nacionalista iniciaron las negociaciones para presentar una lista unificada en las elecciones. Mientras tanto, Palma insistió en tener poner palabra "Inmediata" al nombre de partido de la fusión propuesta de la Unión Nacionalistas e Independentistas. El 12 de marzo de 1907, la Unión Nacionalista y los Independentistas se fusionaron para formar el Partido Nacionalista que existe hasta la actualidad.
Mientras que los nacionalistas tendrían un liderazgo rotatorio, la forma de selección de los candidatos fue una fuente de gran controversia y la convención del partido en el Gran Teatro de la Ópera de Manila terminó en desorden. Los Progresistas, mientras tanto, eliminaron de su nombre la palabra "Federal" por considerarla poco atractiva al electorado.

## Campaña
Mientras que los nacionalistas estaban en desorden, los Progresistas orquestaron una bien organizada "asamblea popular". Los Progresistas establecieron redes sobre hombres fuertes locales ya asociados con los nacionalistas. Sin embargo, sólo pudieron presentar candidatos en la mitad de los distritos en el centro y suroeste de Luzón. Los Progresistas no pudieron reclutar partidarios incluso en lugares donde un Progresista estaba en el cargo, salvo por Tarlac. En Manila, los Progresistas recurrieron a animar a los estadounidenses a registrarse y votar por ellos. Sin embargo, los federales fueron capaces de colocar candidatos en zonas remotas de Visayas y Mindanao.
El desorden de los Nacionalistas era amplio, con constantes luchas internas en cuanto a la presentación de candidatos. El día de las elecciones, el Partido Nacionalista, con su organización nacional en desorden, pudo presentar tan solo un candidato en 68 de los 80 distritos. Sin embargo, debido al rechazo popular a los federalistas, su victoria estaba casi asegurada.

## Resultados
| Partido                                                                                      | Partido                            | Votos                | Votos   | Escaños | Escaños |  |
| Partido                                                                                      | Partido                            | Total                | %       | Total   | %       |  |
| -------------------------------------------------------------------------------------------- | ---------------------------------- | -------------------- | ------- | ------- | ------- |  |
|                                                                                              |                                    |                      |         |         |         |  |
| Partido Nacionalista                                                                         | 34.277                             | 34.89%               | 32      | 40.00%  |         |  |
| Independientes (Pro-Nacionalistas)                                                           | 22.878                             | 23.29%               | 20      | 25.00%  |         |  |
| Inmediatistas                                                                                | 7.126                              | 7.25%                | 7       | 8.75%   |         |  |
| Coalición Nacionalista                                                                       | Coalición Nacionalista             | 64.281               | 65.43%  | 59      | 73.75%  |  |
|                                                                                              | Partido Progresista                | 24.234               | 24.67%  | 16      | 20.00%  |  |
|                                                                                              | Centro Católico                    | 1.192                | 1.21%   | 1       | 1.25%   |  |
|                                                                                              | Iglesia Independiente de Filipinas | 91                   | 0.09%   | 0       | 0.00%   |  |
|                                                                                              | Independientes (sin inclinación)   | 6.179                | 6.29%   | 4       | 5.00%   |  |
|                                                                                              | Otros candidatos                   | 2.005                | 2.04%   | 0       | 0.00%   |  |
|                                                                                              |                                    |                      |         |         |         |  |
| Total                                                                                        | Total                              | 97.982               | 100%    | 80      | 100%    |  |
|                                                                                              |                                    |                      |         |         |         |  |
| Votos válidos                                                                                | Votos válidos                      | Votos válidos        | 97.982  | 99.73%  |         |  |
| Votos anulados                                                                               | Votos anulados                     | Votos anulados       | 269     | 0.27%   |         |  |
| Participación                                                                                | Participación                      | Participación        | 98.251  | 93.60%  |         |  |
| Votantes registrados                                                                         | Votantes registrados               | Votantes registrados | 104.966 | 100%    |         |  |
| Fuente: Comisión Filipina. Report of the Philippine Commission to the Secretary of War 1907. |                                    |                      |         |         |         |  |